# Sędławki
Sędławki (sen'dłafki) (deutsch Sandlack) ist ein Dorf im Norden der polnischen Woiwodschaft Ermland-Masuren. Es gehört zur Landgemeinde Bartoszyce (Bartenstein)im Powiat Bartoszycki (Kreis Bartenstein (Ostpr.)) und liegt 15 Kilometer südlich der Grenze zum russischen Oblast Kaliningrad.

## Geographische Lage
Das Dorf Sędławki liegt 15 Kilometer südlich der Grenze zur russischen Oblast Kaliningrad im Norden der Woiwodschaft Ermland-Masuren. Bis zur früheren und heute auf russischem Hoheitsgebiet gelegenen Kreisstadt Friedland (russisch Prawdinsk) sind es 27 Kilometer in nördlicher und bis zur heutigen Kreismetropole Bartoszyce (deutsch Bartenstein) drei Kilometer in nordwestlicher Richtung.

## Geschichte

### Dorf Sandlack
Bereits vor 1533 wurde das damalige Sandlacken gegründet, das nach 1785 Sandlock und erst nach 1820 Sandlack hieß. Es handelte sich um ein Gut.
Als am 11. Juni 1874 der Amtsbezirk Rothgörken (polnisch Czerwona Górka) im ostpreußischen Kreis Friedland (er hieß ab 1927 „Kreis Bartenstein“) gebildet wurde, wurde der Gutsbezirk Sandlack integriert. Im Jahre 1910 zählte das Gutsdorf 99 Einwohner.
Am 30. September 1928 schloss sich der Gutsbezirk Sandlack mit dem Gutsbezirk Rothgörken zur neuen Landgemeinde Sandlack zusammen, die zeitgleich in den Amtsbezirk Kinkeim (polnisch Kinkajmy) umgegliedert wurde. Im Jahre 1933 zählte Sandlack 172, im Jahre 1939 154 Einwohner.
Als 1945 das gesamte südliche Ostpreußen in Kriegsfolge an Polen kam, erhielt Sandlack die polnische Namensform „Sędławki“. Der Ort gehört zur Landgemeinde Bartoszyce (Bartenstein) im Powiat Bartoszyce (Kreis Bartenstein), von 1975 bis 1998 der Woiwodschaft Olsztyn, seither der Woiwodschaft Ermland-Masuren zugehörig. Im Jahre 2021 zählte Sędławki 160 Einwohner.

### Gut Sandlack

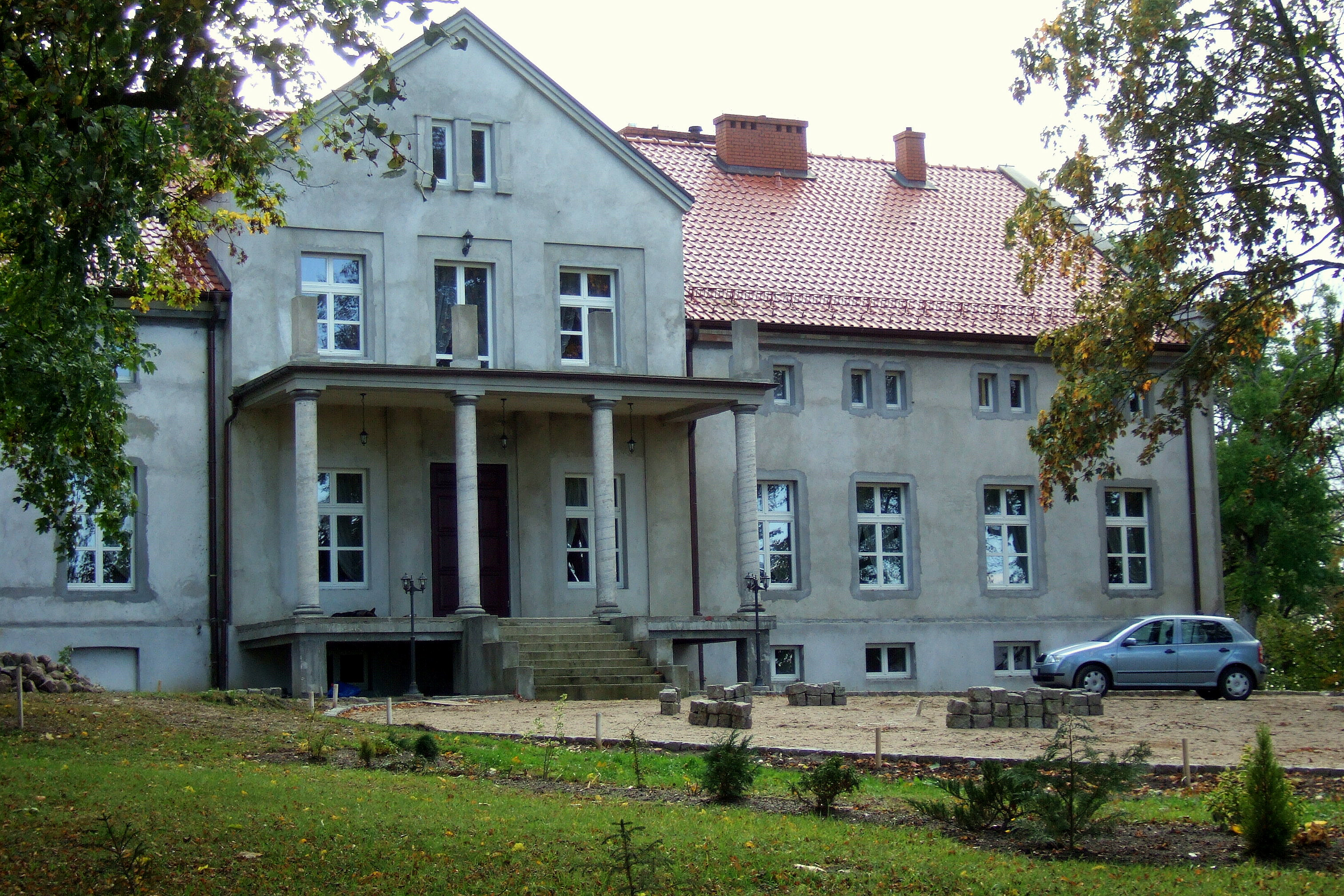
Gutshaus Sędławki

Auf Gut Sandlack (poln. Dwór w Sędławkach) ist neben dem Park ein klassizistisches Herrenhaus erhalten, das aus der zweiten Hälfte des 19. Jahrhunderts stammt und im Jahre 2000 restauriert wurde.
Erste Besitzer waren 1566 die Familie von Tettau und 1739 die Familie von Geßler, 1816 die Familie Buchmann, und Ende des 19. Jahrhunderts die Familie Puttlich, danach bis 1945 die Familie Jahn.
Es existierten weitere Wirtschaftsgebäude, das Gut umfasste 1945 279 Hektar, davon       227 Hektar Acker, 23. Hektar Weiden, 22 Hektar Wiesen, 7 Hektar See und 8 Hektar Unland.

## Religion

### Christentum
Bis 1945 war Sandlack in die evangelische Stadtkirche Bartenstein in der Kirchenprovinz Ostpreußen der Kirche der Altpreußischen Union, außerdem in die römisch-katholische Kirche St. Bruno in der Kreisstadt im damaligen Bistum Ermland eingepfarrt.
Der kirchliche Bezug zur Stadt Bartoszyce besteht auch heute, die katholischerseits jetzt allerdings im Erzbistum Ermland liegt, evangelischerseits von Kętrzyn (Rastenburg) aus betreut wird und zur Diözese Masuren der Evangelisch-Augsburgischen Kirche in Polen gehört.

## Verkehr
Sędławki liegt an der verkehrsreichen polnischen Woiwodschaftsstraße 592, der einstigen deutschen Reichsstraße 135, die von Bartoszyce (Bartenstein) über Kętrzyn (Rastenburg) bis nach Giżycko verläuft. Eine von den Nachbarorten Glitajny (Glittehnen) und Lusiny (Losgehnen) kommende Nebenstraße endet in Sędławki.
Eine Anbindung an den Bahnverkehr besteht nicht.

## Persönlichkeiten
- Oskar Gottlieb Blarr (* 6. Mai 1934 in Sandlack), deutscher Komponist, Organist und evangelischer Kirchenmusiker
- Marie-Luise Jahn (* 28. Mai 1918 auf Gut Sandlack), deutsche Widerstandskämpferin gegen den Nationalsozialismus († 2010)